# Discocyrtus goodnighti
Discocyrtus goodnighti is een hooiwagen uit de familie Gonyleptidae.